# Isola di Coats
Coats è un'isola del Canada che fa parte dell'arcipelago artico canadese ed è posta all'ingresso della baia di Hudson.

## Geografia
L'isola ha una superficie di 5498 km² ed è la più grande isola non abitata dell'emisfero boreale a sud del circolo polare artico. 
L'isola di Coats è separata dallo stretto di Fisher e dallo stretto di Evans dall'isola di Southampton. Il suo limite a nord-est è rappresentato dal capo Pembroke mentre a circa 130 km sud-ovest si erge il capo Southampton. L'isola è ricoperta di tundra e raggiunge la massima elevazione di 185 metri. 
Fa parte della regione di Kivalliq del territorio del Nunavut.

## Storia
L'isola era abitata da indigeni Sadlermiut della cultura pre-eschimese Dorset. I sadlermuit , come nella vicina isola di Southampton, si estinsero contraendo malattie dagli occidentali. 
Una stazione commerciale della Compagnia della Baia di Hudson è stata attiva sull'isola dal 1920 al 1924. A quel tempo molti inuit dell'isola di Baffin si insidiarono sull'isola. Con la chiusura della stazione commerciale l'isola è rimasta disabitata.

## Fauna
Non esistono piccoli erbivori sull'isola come conseguenza dell'attività della Compagnia della Baia di Hudson negli anni in cui fu attiva la stazione commerciale. Di conseguenza anche la popolazione di piccoli predatori è scarsa.
Dal 1920 l'isola è una riserva per il ripopolamento della renna. Nell'isola vive una colonia di urie di Brunnich (Uria lomvia) di 33.000 coppie (1993).